# داریل سابارا
داریل کریستوفر سابارا (انگلیسی: Daryl Christopher Sabara؛ زادۀ ۱۴ ژوئن ۱۹۹۲) بازیگر آمریکایی است. او بیشتر به خاطر بازی در نقش جونی کورتز در مجموعۀ فیلم‌های بچه‌های جاسوس شناخته شده‌است. سابارا حرفۀ خود را به عنوان بازیگر کودک با حضور در آثار گوناگون سینما و تلویزیون آغاز کرد و در ادامه وارد نقش‌های بزرگسالانه شد.

## زندگی شخصی
سابارا در ۲۰۱۶ با مگان ترینر، خواننده و ترانه‌سرای آمریکایی آشنا شد. آن‌ها در ۲۱ دسامبر ۲۰۱۷ نامزد کردند و در ۲۲ دسامبر ۲۰۱۸، در جشن تولد ۲۵ سالگی ترینر ازدواج کردند.

## فیلم‌شناسی

### فیلم
- بچه‌های جاسوس (۲۰۰۱)
- بچه‌های جاسوس ۲: جزیره رویاهای از دست رفته (۲۰۰۲)
- بچه‌های جاسوس ۳: بازی باخته (۲۰۰۳)
- بهترین حرکت او (۲۰۰۵)
- قطار سریع‌السیر قطبی (۲۰۰۴)
- هالووین (۲۰۰۷)
- بهترین بابای دنیا (۲۰۰۹)
- سرود کریسمس (۲۰۰۹)
- ماچته (۲۰۱۰)
- بچه‌های جاسوس: همه زمان در جهان (۲۰۱۱)
- جان کارتر (۲۰۱۲)
- پس از تاریکی (۲۰۱۳)
- جهنم سبز (۲۰۱۳)
- شهوت نوجوانی (۲۰۱۴)

### تلویزیون
- مورفی براون (۱۹۹۲)
- ویل و گریس (۲۰۰۰)
- فرندز (۲۰۰۳)
- دکتر وگاس (۲۰۰۴)
- پدر غرور (۲۰۰۵–۲۰۰۴)
- هاوس (۲۰۰۵)
- علف (۲۰۱۲–۲۰۰۵)
- ذهن‌های جنایتکار (۲۰۰۶)
- بتمن (۲۰۰۸–۲۰۰۷)
- جادوگران محله ویورلی (۲۰۰۹–۲۰۰۷)
- ژنراتور رکس (۲۰۱۳–۲۰۱۰)
- گریم (۲۰۱۲)
- آبشار جاذبه (۲۰۱۲)
- گردآوری انتقام‌جویان (۲۰۱۳)
- مرد عنکبوتی نهایی (۲۰۱۵–۲۰۱۳)
- بن ۱۰ (۲۰۲۱–۲۰۱۶)